# Sågkvarnsbäcken
Sågkvarnsbäcken är ett vattendrag som nära mynningen bildar en vattensamling, utan annorlunda namn, i Laxå kommun i Västergötland och ingår i Motala ströms huvudavrinningsområde.